# Hafen Oldenburg (Oldb)

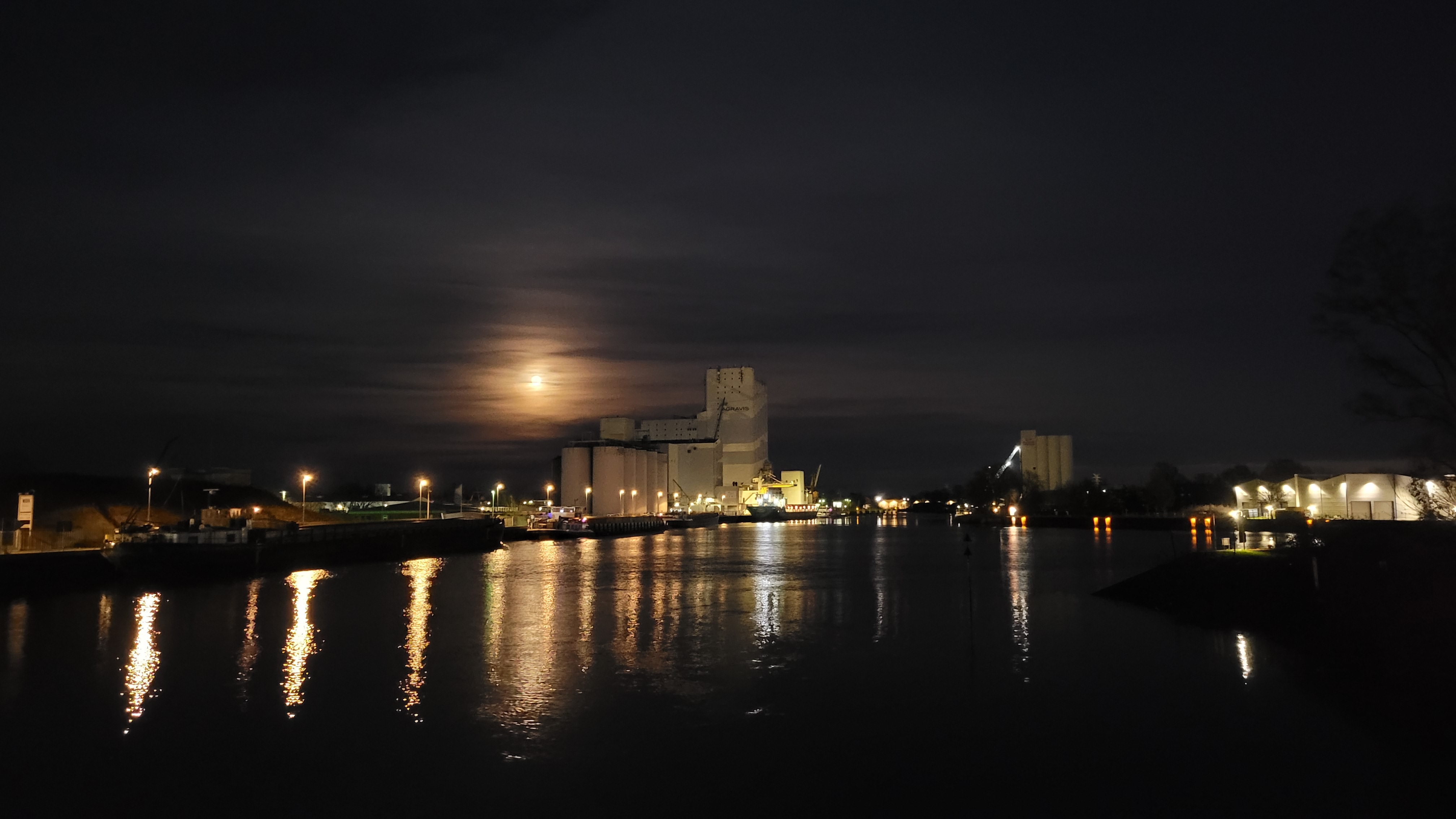
Der Osthafen bei Dunkelheit

Der Hafen Oldenburg ist ein kombinierter Binnen- und Seehafen an der Hunte in Oldenburg (Oldb), Niedersachsen.

## Geographie und Anbindung
Der Hafen Oldenburg liegt an der Hunte östlich des Stadtzentrums und des alten Stadthafens. Er ist über die tidenabhängige Hunte und die Weser mit der rund 93 km (50 sm) entfernten Nordsee verbunden und liegt etwas östlich des hier beginnenden Küstenkanals. Dieser verläuft auf der Stadtstrecke zusammen mit der kanalisierten Hunte und trennt sich von dieser etwas unterhalb der rund 1,5 km entfernt liegenden Schleuse Oldenburg. Der Hafen liegt im Zentrum des Weser-Ems-Wirtschaftsraums.
Die Stadt ist über die BAB 28 (Leer, Ostfriesland, bis zur BAB 1 Autobahndreieck Stuhr) und BAB 29 (Wilhelmshaven bis zur BAB 1 Ahlhorner Heide) an das Fernstraßensystem angebunden.
Für den Schienenverkehr ist Oldenburg ein Knotenpunkt der Bahnstrecken Bremen–Oldenburg, Oldenburg–Leer, Wilhelmshaven–Oldenburg und Oldenburg–Osnabrück.

## Geschichte
Bereits im 13. Jahrhundert siedelten Händler an den Ufern der unteren Hunte. Im Jahr 1345 erhielt der Marktflecken Oldenburg die Stadtrechte nach Bremer Recht und damit Zugang zum Seehandel. Oldenburg entwickelte sich dank Förderung von Graf Anton I. im 17. Jahrhundert zu einem erfolgreichen Seeschifffahrtsstandort. Bis zum 19. Jahrhundert war der Hafen führender Binnenhafen der Region; Fisch aus Norwegen, Dänemark und Island, Wein aus Frankreich sowie Holz aus Norwegen wurden hier importiert und für den Weitertransport in das Binnenland umgeschlagen.
Ende des 19. Jahrhunderts wurde die Hunte begradigt und ausgebaut. Hierdurch konnten größere Schiffe den Hafen anlaufen. Gleichzeitig wurden die Gleisanschlüsse ausgebaut. Die Ende der 1860er-Jahre zunächst als Drehbrücke gebaute Eisenbahnbrücke über die Hunte erhielt besondere Aufmerksamkeit, da ihre Konstruktion und Funktionsweise den Schiffsverkehr nicht behindern durfte. Im Jahr 1909 wurde die Kapazität der Liegeplätze im Oldenburger Hafen am Nordufer der Hunte erweitert.
Die Fertigstellung des Küstenkanals im Jahr 1935 brachte die Verbindung über die Unterems in das Ruhrgebiet. Im Zweiten Weltkrieg blieb Oldenburg und damit der Hafen von größeren Zerstörungen verschont. 1965 wurde eine neue Kaje am Südufer der Hunte gebaut. Die eigentliche Verlegung der Umschlagsaktivitäten aus dem alten Stadthafen an die ein wenig weiter flussabwärts gelegenen Ufer der Hunte erfolgte systematisch in den 1980er-Jahren. Von 2002 bis 2008 wurden die Untere Hunte und die Stadtstrecke des Küstenkanals ausgebaut. Dabei wurde die Hunte weiter begradigt und Engstellen beseitigt.

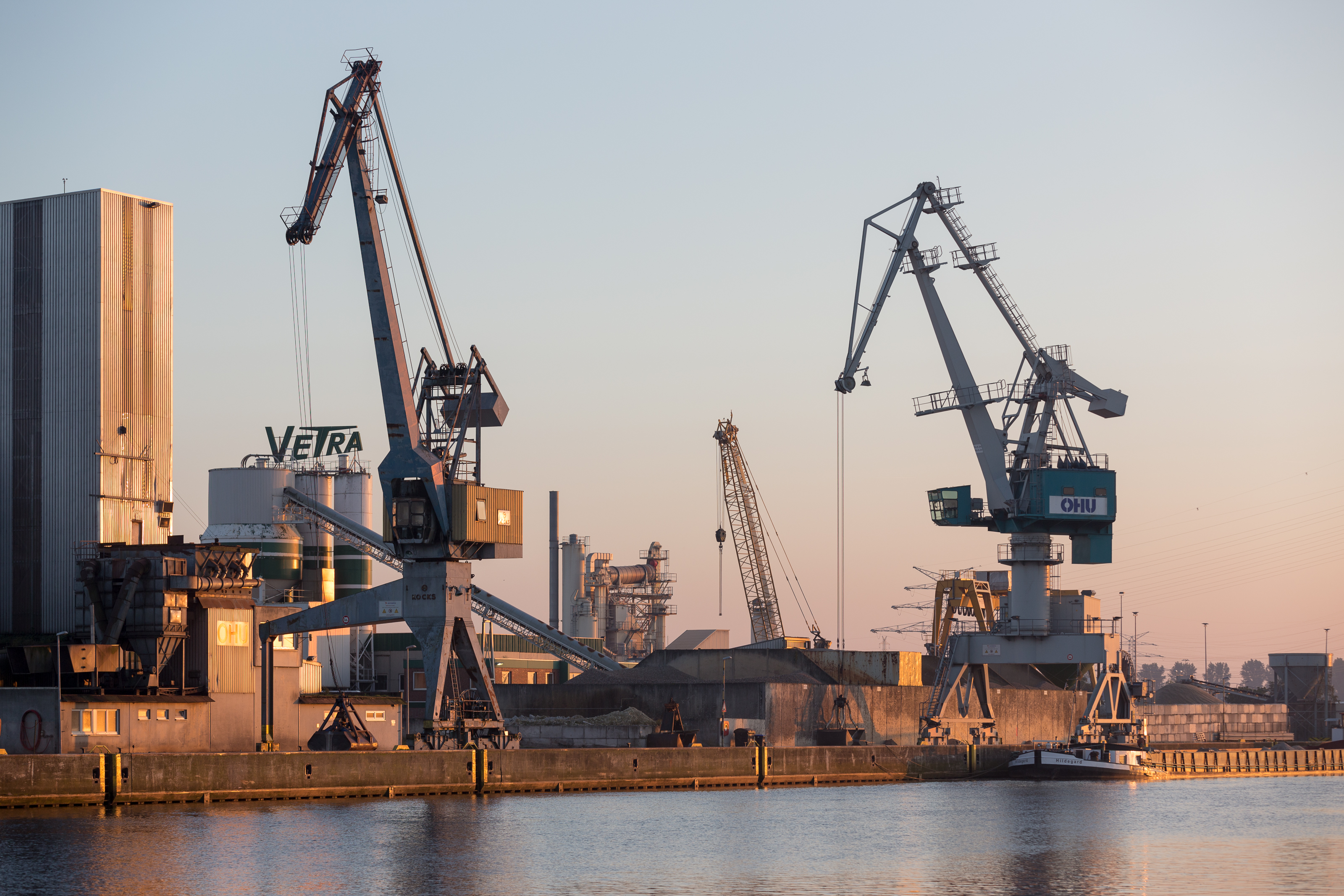
Hafenkräne im Osthafen

Im Jahr 2016 wurde der Hafenbetrieb an der Rheinstraße nahe der Innenstadt eingestellt und in den Hafenbereich an der Dalbenstraße bzw. im Osthafen verlagert. Das Gelände an der Rheinstraße steht gemäß Stadtentwicklungsplanung für Wohnungsbau zur Verfügung. 2017 wurde etwas unterhalb der Eisenbahnbrücke mit dem Ausbau einer neuen Wendestelle begonnen, die es Seeschiffen bis zu 110 m Länge erlaubt, Oldenburg anzulaufen. Die Wendestelle wurde 2021 in Betrieb genommen. 2019 wurde im Stadthafen eine neue Landungsbrücke für Fahrgastschiffe erstellt.
Nachdem die Eisenbahnbrücke, die bei Elsfleth über die Hunte führt, im Februar 2024 durch eine Schiffskollision zerstört wurde, und die eingerichtete Behelfsbrücke nicht beweglich ist, wird der Oldenburger Hafen voraussichtlich mehrere Jahre lang von der Seeschifffahrt abgeschnitten sein.

## Güterverkehr, Gewerbe und Infrastruktur

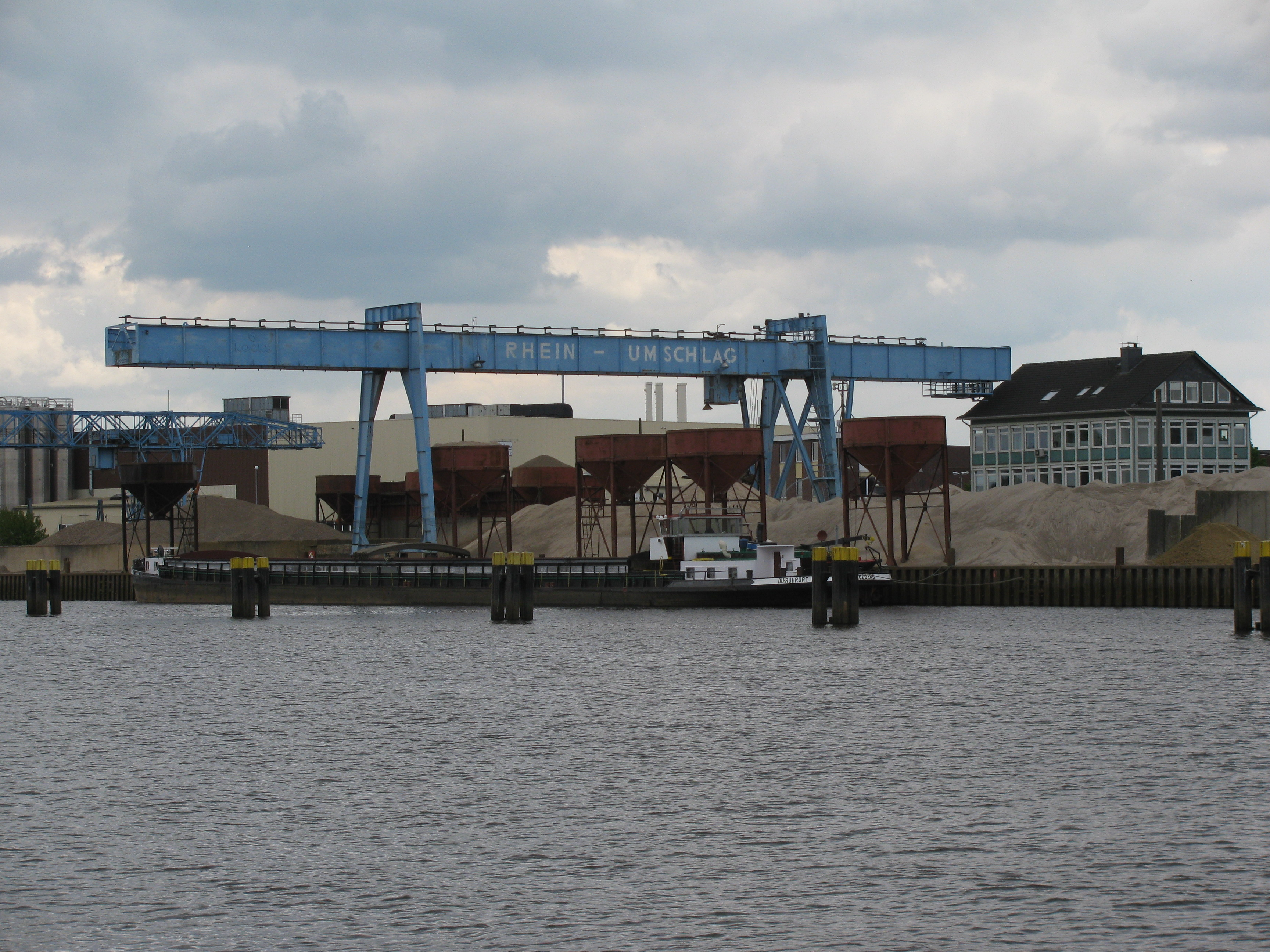
Rhein-Umschlag am alten Standort

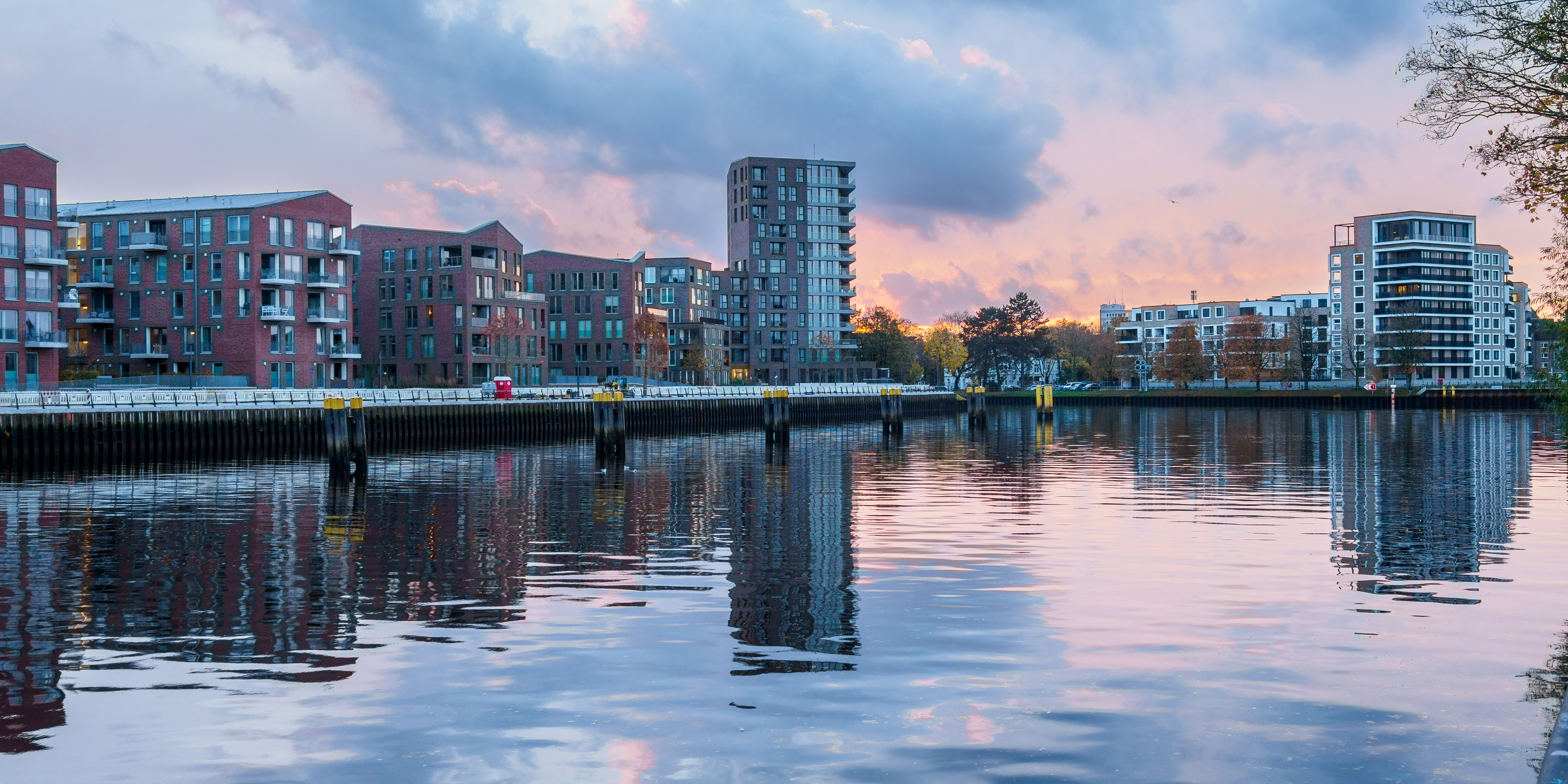
Neue Wohnbebauung an der Rheinstraße (2023)

Der Hafen Oldenburg wird pro Jahr im Schnitt von 1000 Binnen- und 60 Seeschiffen angelaufen. Nach Angaben des Eigenbetriebs Hafen der Stadt Oldenburg wurden 2019 insgesamt 1.143.849 t Güter be- oder entladen (2020: 1,06 Mio. t, 2021: 0,8 Mio. t). Hauptsächlich werden Baustoffe (Sand, Kies, Natursteine und Split), Getreide und Futtermittel, chemische Erzeugnisse (Mineraldünger) sowie Sekundärrohstoffe (Altmetalle) umgeschlagen. Bei den Futtermitteln profitiert Oldenburg von Verlagerungseffekten aus anderen Häfen und von anderen Verkehrsträgern, wobei die günstige Lage Oldenburgs zu den Verarbeitern und Empfängern der Futtermittelindustrie die wichtigste Rolle spielt.
Die Binnenschifffahrt zeigte im Jahresvergleich das stärkste Wachstum, während die Menge der per Bahn transportierten Güter stagnierte.
Die Unternehmensgruppe Rhein-Umschlag hat zwei hydraulische Umschlagbagger installiert, um den Umschlag vom Schiff auf Zug und Lkw auf der Kaje zu ermöglichen. Je ein Gerät wird im Hafen Dalbenstraße und im Osthafen genutzt. Die 140 t schweren Hydraulikbagger ersetzen Krane aus den 1960er-Jahren.
Die Hafenwirtschaftsgemeinschaft Oldenburg bilden die Unternehmen Agravis, Rhein-Umschlag, Springer & Sohn, Vetra Betonfertigteile, modal3-Logistik mit der Stadt Oldenburg.
Der „Seemannsclub 50 Miles“ in Trägerschaft der Humanistischen Vereinigung bietet Seeleuten aus aller Welt in der Cloppenburger Str. 345 die Gelegenheit, während der Liegezeit ihrer Schiffe im Hafen von Oldenburg ruhige Stunden an Land zu verbringen und ein umfangreiches Betreuungsangebot zu nutzen.
Der über 100 Jahre bestehende Oldenburger Yacht-Club (OYC) hat seine Liegeplätze mit Maststellanlage im alten Stadthafen.